# Waseda University Tsubouchi Memorial Theatre Museum

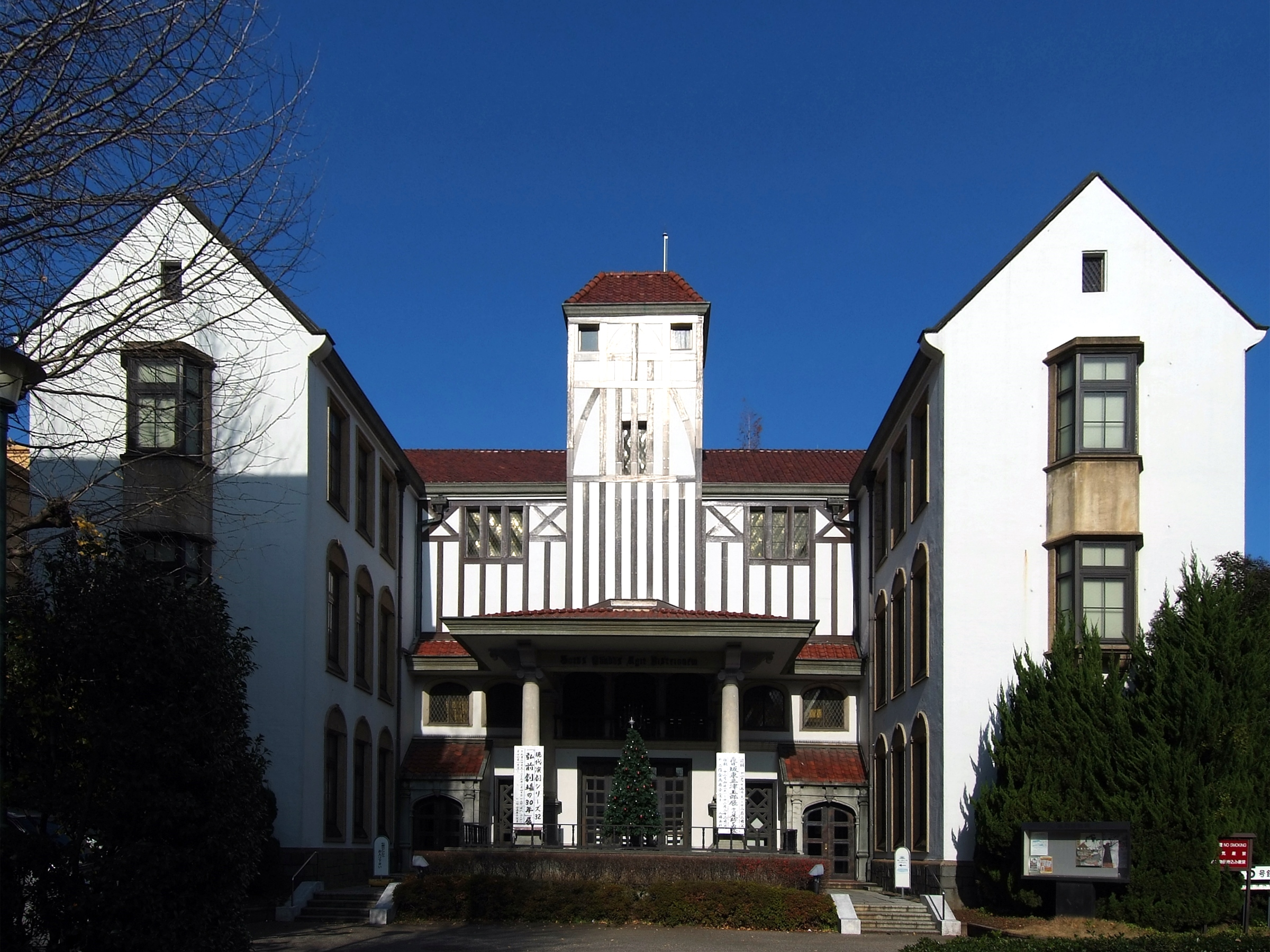
Tsubouchi Memorial Theatre Museum

Communément appelé enpaku en japonais, le Tsubouchi Memorial Theatre Museum de l'université Waseda est un musée universitaire consacré à l'histoire de l'art dramatique, avec des installations utilisées pour des spectacles culturels venus du monde entier. Le musée tient son nom de Tsubouchi Shōyō, célèbre écrivain connu pour son travail sur le théâtre et la traduction des œuvres complètes de Shakespeare en japonais.

## Histoire
Le musée du Théâtre Waseda ouvre officiellement ses portes en 1928, concrétisant le rêve du professeur Tsubouchi de construire un musée consacré aux arts du théâtre. Il commémore l'ensemble des réalisations de Tsubouchi, dont une traduction en 40 volumes des œuvres de Shakespeare que Tsubouchi a également terminée en 1928, l'année de son 70e anniversaire. S'inspirant du  Fortune Theatre de Londres, le musée se rapproche de son inspiration à la fois dans la construction extérieure et la décoration intérieure.

## Collections
Le musée du Théâtre Waseda  fonctionne à la fois comme dépôt et espace d'exposition, abritant d'environ 37 000 objets et 100 000 volumes.